# Mauro Berruto

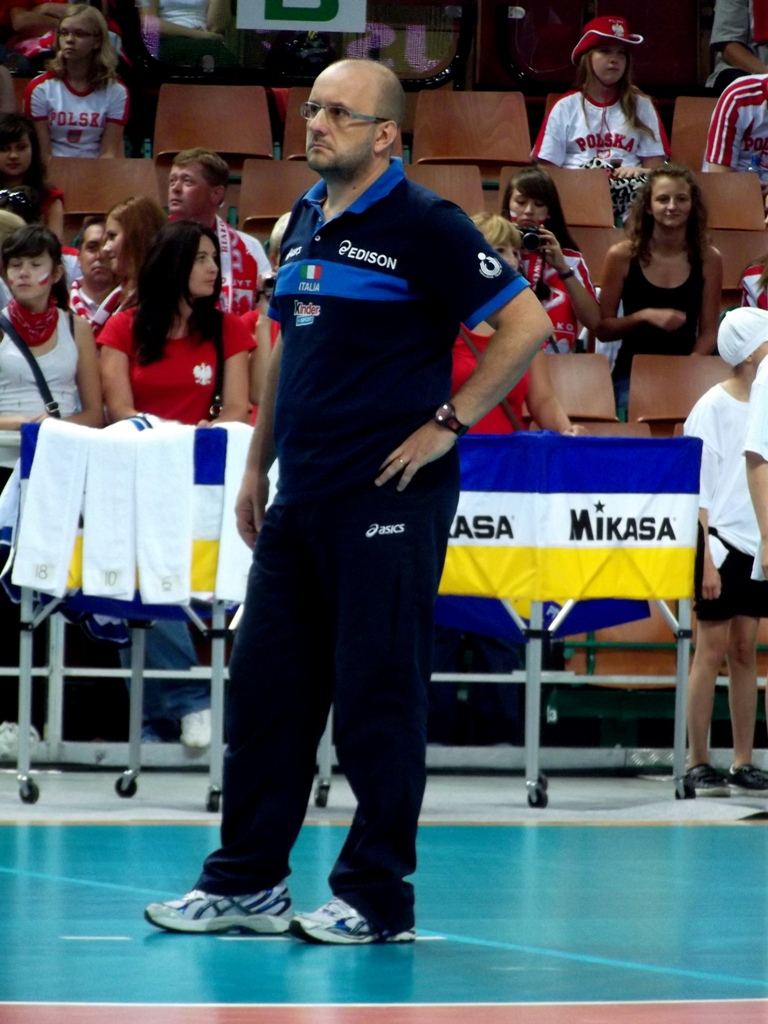
Mauro Berruto trenerem reprezentacji Włoch w 2011 roku

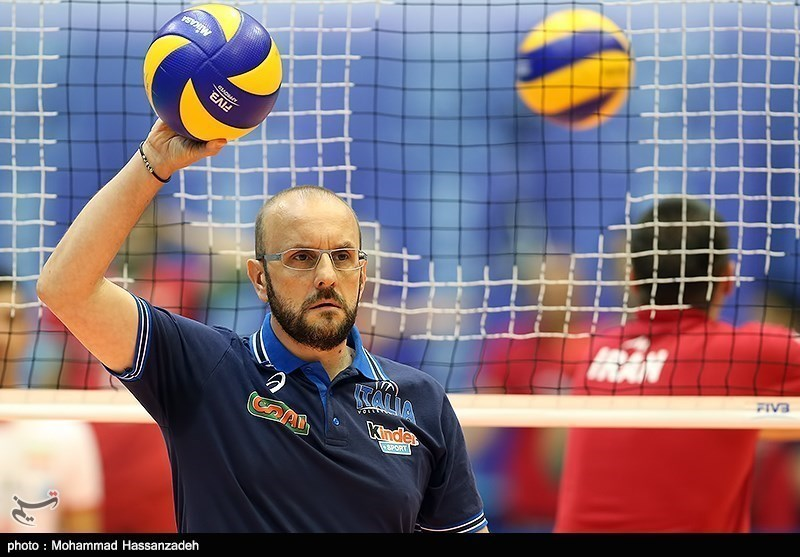
Mauro Berruto trenerem reprezentacji Włoch w 2014 roku

Mauro Berruto (ur. 8 maja 1969 w Turynie) – włoski trener siatkarski.

## Kariera trenerska
Mauro Berruto karierę trenerską rozpoczął jako asystent trenera w 1994 roku w Lecce Pen Torino, gdzie był do 1996 roku. Następnie przez dwa lata, również pełnił funkcję asystenta trenera w Olympiakosie Pireus, po czym w 1998 roku wrócił do Kappa Torino (awans do Serie A2 w sezonie 1998/1999), którą prowadził do 2001 roku.
Następnie został trenerem Copra Ventaglio Piacenza, z którą w sezonie 2001/2002 awansował do Serie A1. W 2003 roku objął stanowisko trenera Unimade Parma. W 2004 roku został trenerem Lube Banca Marche Macerata (wygrana w Pucharze CEV 2004/2005) oraz włączony do sztabu szkoleniowego reprezentacji Włoch, która zdobywała srebrne medale w Lidze Światowej 2004 oraz na Igrzyskach Olimpijskich 2004 w Atenach. W sezonie 2005/2006 trenował Giotto Padwa.
W latach 2005–2010 trenował reprezentację Finlandii, która pod jego wodzą stała się czołową drużyną w Europie. W 2007 roku z reprezentacją zajął 4. miejsce na mistrzostwach Europy 2007 oraz 7. miejsce w Lidze Światowej 2007, za co został nagrodzony tytułem Trenera Roku 2007 w Finlandii.
Następnymi klubami w karierze Berruto były: grecki Panathinaikos Ateny (2007-2008 – Puchar Grecji 2008), Acqua Paradiso Gabeca Montichiari (2008-2010) i Lube Banca Marche Macerata (2009-2010).
W 2010 roku został trenerem reprezentacji Włoch, z którą zdobywał medale na międzynarodowych zawodach: wicemistrzostwo Europy (2011, 2013), wicemistrzostwo olimpijskie (2012) oraz brązowe medale w Lidze Światowej 2013 oraz w Pucharze Wielkich Mistrzów 2013. Dnia 30 lipca 2015 roku zrezygnował z prowadzenia reprezentacji. Jego następcą został Gianlorenzo Blengini.

## Pisarz
Ponadto Berruto jest autorem książek pt. Andiamo a Vera Cruz con quattro acca (2005) i Independiente Sporting (2007).

## Łucznictwo
29 stycznia 2018 roku został wybrany przez prezesa Włoskiej Federacji Łuczniczej Mario Scarzellę na stanowisko dyrektora technicznego reprezentacji Włoch. Z tej funkcji zrezygnował 31 lipca 2019 roku.

## Polityka
Od 2022 roku jest Członkiem Izby Deputowanych Włoch w Partii Demokratycznej.

## Sukcesy klubowe
Puchar CEV,:
- 2005

Puchar Grecji:
- 2008

Liga grecka:
- 2008

Puchar Challenge:
- 2011

## Sukcesy reprezentacyjne
Finlandia
Liga Europejska:
- 2005

Włochy
Mistrzostwa Europy:
- 2011, 2013

Igrzyska Olimpijskie:
- 2012

Liga Światowa:
- 2013, 2014

Puchar Wielkich Mistrzów:
- 2013